# Социјалистичка Република Словенија
Социјалистичка Република Словенија (скраћено СР Словенија; словен. Socialistična republika Slovenija) била је једна од шест република Социјалистичке Федеративне Републике Југославије. Основана је 1946. године као Народна Република Словенија (словен. Ljudska republika Slovenija), а преименована је у „Социјалистичку Републику“ кад и остале југословенске републике, Уставом из 1963. године. Независност је стекла 25. јуна 1991. године, а претходно јој је 8. марта 1990. године назив промењен у Република Словенија.
Била је привредно најразвијенија југословенска република, а по величини је била предзадња (већа само од СР Црне Горе). Главни град СР Словеније био је Љубљана, a остали већи градови су били Марибор, Цeљe, Koпeр.
Конститутиван народ су били Словенци, а званичне народности: Мађари и Италијани, али само у општинама у којима су представљали значајни део становништва.

## Историја
После Априлског рата, Словенија је подељена између Немачке, Италије и Мађарске. 27. априла основана је Освободилна фронта, односно Антиимперијалистички фронт (како се у почетку звала), коју су чинили 15 патриотских организација. Током јула долази до организованијег отпора широм Словеније,а 22. јула (Дан устанка народа Словеније) је основана Рашичка партизанска чета и тај дан се сматра почетком устанка на територији Словеније. Крајем 1941. и почетком 1942. партизански одреди су претрпели тешке губитке, али и поред тога расла је снага ОФ. После капитулације Италије ОФ је убрзо разоружала италијанску војску и обрачунала се са Белом и Плавом гардом, те убрзо проширила власт на готово целу Љубљанску покрајину. Темељи нове Словеније положени су на Збору делегата словеначког народа од 1. до 3. октобра 1943. године, на којем је одлучено да Словенија буде једна од шест јединица нове Југославије.
Словеначка привреда се веома брзо развијала, посебно током 1950-их, када је спроведена интензивна индустријализација земље.

## Општине у СР Словенији
На пописима становништва из 1971, 1981. и 1991. године, СР Словенија се састојала из 62 општине и то:
- Град Љубљана састојала се из пет општина: Бежиград, Вич-Рудник, Мосте-Поље, Центер и Шишка.
- Град Марибор састојао се из шест општина: Песница, Побрежје, Ротовж, Руше, Табор и Тезно.
- остале општине у СР Словенији, биле су: Ајдовшчина, Брежице, Титово Велење, Врхника, Горња Радгона, Гросупље, Домжале, Дравоград, Жалец, Загорје об Сави, Идрија, Изола, Илирска Бистрица, Јесенице, Камник, Копер, Кочевје, Крањ, Кршко, Лашко, Ленарт, Лендава, Литија, Логатец, Љутомер, Метлика, Мозирје, Мурска Собота, Нова Горица, Ново Место, Ормож, Пиран, Постојна, Птуј, Равне на Корошкем, Радље об Драви, Радовљица, Рибница, Севница, Сежана, Словенска Бистрица, Словенске Коњице, Словењ Градец, Толмин, Трбовље, Требње, Тржич, Храстник, Цеље, Церкница, Чрномељ, Шентјур при Цељу, Шкофја Лока и Шмарје при Јелшах.

## Функционери СР Словеније

### Председници
Функција председника Републике, односно председника Председништва СР Словеније уведена је тек Уставом из 1974. године, а пре тога је функцију шефа државе обављао председник Словеначког народноослободилачког већа, од 1944. до 1946. године, односно председник Президијума Народне скупштине, од 1946. до 1953. године. Након укидања ове функције, од 1953. до 1974. године функцију шефа државе је обављао председник Народне скупштине.
- Председник СНОВ (1944—1946)
  - Јосип Видмар (19. фебруар 1944 — септембар 1945)
- Председници Президијума Народне скупштине (1945—1953)
  - Јосип Видмар (септембар 1946 — фебруар 1953)
- Председници Народне скупштине (1953—1974)
  - Миха Маринко (март 1953 — 1963)
  - Иван Мачек (1963 — 1967)
  - Сергеј Крајгер (1967 — 1973)
  - Тоне Кропушек (1973 — 1974)
  - Маријан Брецељ (1974 — мај 1974)
- Председници Председништва СР Словеније (1974—1990) Бледско језеро
  - Сергеј Крајгер (мај 1974 — мај 1979)
  - Виктор Авбељ (мај 1979 — 7. мај 1982)
  - Франце Попит (7. мај 1982 — мај 1988)
  - Јанез Становник (мај 1988 — 10. мај 1990)
  - Милан Кучан (10. мај 1990 — 1992)

### Премијери
- Председници владе (1945—1953)
  - Борис Кидрич (5. мај 1945 — јун 1946)
  - Миха Маринко (јун 1946 — 15. децембар 1953)
- Председници Извршног већа (1953—1990)
  - Борис Крајгер (15. децембар 1953 — 25. јун 1962)
  - Виктор Авбељ (25. јун 1962 — 1965)
  - Јанко Смоле (1965 — 1967)
  - Стане Кавчич (1967 — 27. новембар 1972)
  - Андреј Маринц (27. новембар 1972 — април 1978)
  - Антон Вратуша (април 1978 — јул 1980)
  - Јанез Земљарич (јул 1980 - 23. мај 1984)
  - Душан Шинигој (23. мај 1984 — 16. мај 1990)
  - Алојз Петерле (16. мај 1990 — април 1992)